# Gelmersee
Der Gelmersee wurde gleichzeitig mit dem Grimselsee (bis 1929) gebaut. Der Gelmersee hat ein Nutzvolumen von 13 Mio. m³ und liegt auf 1850 m ü. M., etwa 50 m tiefer als der Grimselsee. Das Wasser stammt teils aus dem Grimselsee (über eine Stollenverbindung), teils aus dem Einzugsgebiet rund um den Gelmersee. Genutzt wird das Wasser im Elektrizitätswerk Handeck 1.

## Erreichbarkeit
Zum Gelmersee fährt die von der Kraftwerke Oberhasli AG betriebene Gelmerbahn, die mit 106 % ehemals steilste Standseilbahn Europas.
Um den Gelmersee führt ein weiss-rot-weiss markierter Bergweg. Am Nordufer wurde der Weg in die steile Felswand gehauen. Die gefährlichsten Stellen sind durch Seile gesichert. Absolute Trittsicherheit ist jedoch Voraussetzung. Der Weg ist für kleine Kinder ungeeignet. Während der Schneeschmelze können Bäche den Weg versperren. Die Seeumwanderung dauert ca. zwei Stunden.
Bereits vor dem Bau der Staumauer bestand an der Stelle ein (viel kleinerer) See.

## Technische Daten der Staumauer
Die Gelmer Staumauer ist eine 35 m hohe Gewichtsstaumauer mit einem Volumen von 81'000 m³ und einer Kronenlänge von 370 m.
Das Stauvolumen des Gelmersee beträgt 14 Mio. m³.